# براد مكدونالد
براد مكدونالد (بالإنجليزية: Brad McDonald)‏ (17 فبراير 1990 في بابوا غينيا الجديدة - ) هو لاعب كرة قدم أسترالي في مركز الظهير. شارك مع منتخب بابوا غينيا الجديدة لكرة القدم. أما مع النوادي، فقد لعب مع سنترال كوست مارينرز وسيدني تايغرز وNorthern Fury FC ‏ وبريزبان سترايكرز ‏ وBrisbane City FC ‏ وCentral Coast Mariners Academy ‏ وManly United FC ‏.

## وصلات خارجية
- براد مكدونالد على موقع قاعدة بيانات كرة القدم.إي يو (الإنجليزية)
- براد مكدونالد على موقع ناشيونال فوتبول تيمز (الإنجليزية)
- براد مكدونالد على موقع Soccerway.com (الإنجليزية)
- براد مكدونالد على موقع عالم كرة القدم.نت (الإنجليزية)